# Bradano e Orora
Bradano (in inglese: Bradan) e Orora (o Crora) sono due santi venerati nell'isola di Man.
Le loro agiografie sono andate perdute, quindi le informazioni su di loro sono pressoché inesistenti. Bradano è detto vescovo, ed entrambi sono citati come "confessori" in un documento dei bollandisti. È ignoto il periodo storico in cui sono vissuti: è riportata l'esistenza di una chiesa dedicata a san Bradano a Kirk-Braddan, vicino a Douglas, nella quale si tenne un sinodo nel 1291, presieduto da Marco, vescovo di Sodor; una chiesa dedicata a santa Orora, oggi probabilmente perduta, è citata, come Ecclesia S. Crorse, in una mappa del XVI secolo di Thomas Stanley.
In Italia, almeno dagli anni 1950, santa Orora è erroneamente nota anche con il nome di "santa Aurora", con il quale viene riportata su alcuni calendari e svariati siti internet.